# Invasion anglo-soviétique de l'Iran
Ne pas confondre avec la guerre anglo-perse (1856-1857).
Batailles
Batailles et opérations des campagnes d'Afrique, du Moyen-Orient et de Méditerranée
- Guerre du Désert
- Campagne d'Afrique de l'Est
- Campagne d'Afrique du Nord
- Bataille de la Méditerranée
- Bombardements italiens de la Palestine mandataire
- Bombardement du Bahreïn
- Campagne du Gabon
- Campagne des Balkans
- Guerre anglo-irakienne
- Campagne de Syrie
- Résistance en Grèce
- Opérations en Yougoslavie
- Opérations anti-partisans en Croatie
- Invasion anglo-soviétique de l'Iran
- Bataille de Madagascar
- Offensive de Belgrade
- Campagne d'Italie
- Résistance en Macédoine

Front d'Europe de l'Ouest

Front d'Europe de l'Est

Bataille de l'Atlantique

Guerre du Pacifique

Guerre sino-japonaise

Théâtre américain
L’invasion anglo-soviétique de l'Iran est l'invasion militaire de l’État impérial d'Iran par le Royaume-Uni et l’Union soviétique entre le 25 août et le 17 septembre 1941. Cette opération est connue sous le nom de code opération Countenance du côté britannique.
Le but de l’invasion était de sécuriser les champs pétroliers britanniques à Abadan et de garantir une route de ravitaillement vers l’URSS, attaquée par l’Allemagne nazie depuis le 22 juin 1941 et dangereusement bousculée sur ce nouveau front de l'Est.
Durant cette brève occupation, le chah Reza Pahlevi, soupçonné de sympathie avec l’Axe, fut déposé et remplacé sur le trône par son jeune fils Mohammad Reza Pahlavi.

## Contexte
L’Iran, appelé Perse jusqu'en 1935, est partagé depuis 1907 en deux zones d’influence : russe au Nord et britannique au Sud, dans le cadre d'un partenariat et d'une entente entre les deux empires. Ces empires profitent des troubles entourant la révolution constitutionnelle de 1905-1911, de la faiblesse et de la corruption des derniers empereurs kadjars pour étendre leur influence dans le pays.
Avec la fin de la Première Guerre mondiale, les troupes russes et britanniques quittent le pays. En 1921, la monarchie constitutionnelle est instaurée.
Le 21 février 1921, le colonel Reza Khan (1878-1944), ancien chef de la garde cosaque, devient chef du gouvernement. Il dépose Ahmad Shah Qajar, dernier des kadjars, et s’intronise lui-même Shah en décembre 1925.
Il met en place une politique reposant sur deux piliers : modernisation rapide et indépendance de l'Iran. Pour cela, il s'appuie sur l'assistance technique de pays européens (Allemagne, France, Suède) à condition qu'ils ne soient pas liés à la Grande-Bretagne qui enserre son pays (les Britanniques dominent les actuels Irak, Koweït, Bahreïn, Émirats, Oman, Pakistan). Il signe un accord avec l'URSS (que ses difficultés internes rendent moins menaçante que la Grande-Bretagne) et se rapproche économiquement de l'Allemagne qui devient le premier partenaire commercial de l'Iran en 1939. Or, l'Allemagne est entre-temps devenue nazie.
La rupture du pacte germano-soviétique et l'invasion allemande de 1941 crée une alliance entre le Royaume-Uni et l'URSS. Reza Pahlavi veille à ce que l'Iran reste neutre, mais continue à commercer avec l'Allemagne. Les Britanniques craignent que la raffinerie d'Abadan, détenue par l’Anglo-Iranian Oil Company tombe entre les mains des Allemands. Or cette raffinerie qui produit huit millions de tonnes de pétrole en 1940, représente une part cruciale de l'effort de guerre des Alliés.
Pour les Soviétiques, l'Iran représente une voie vitale pour recevoir l'aide américaine. Les raids des sous-marins allemands et les glaces dérivantes compliquent considérablement les convois par la voie arctique vers Mourmansk et Arkhangelsk. Le chemin de fer transiranien est donc essentiel pour transporter armements et matériels vers l'Union soviétique à partir du Golfe Persique.
À Téhéran, l'URSS et l'Empire britannique font pression sur le Shah, mais celui-ci, craignant pour son commerce, réaffirme sa neutralité et refuse d'expulser les nombreux résidents allemands présents en Iran, ainsi que de laisser les Alliés utiliser sa ligne de chemin de fer. Cela conduit à l'invasion britannique et soviétique de l'Iran le 25 août 1941.

## Déroulement
L'invasion est rapide et se déroule sans difficulté majeure.
Du sud, le commandement britannique en Irak (connu sous le nom d’Iraqforce), renommé six jours plus tard en « commandement persan et irakien (Paiforce) », sous le commandement du lieutenant-général Sir Edward Pellew Quinan de la British Army, avance en territoire iranien.
La Paiforce est constitué de la 8th Indian Infantry Division et de la 10th Indian Infantry Division du général William Slim, de la 2e brigade légère blindée indienne (2d Indian Armoured Brigade) du général John Aizlewood, de la 1re Brigade de cavalerie du général James Joseph Kingstone et de la 21st Indian Infantry Brigade de l'Armée des Indes britanniques.
Les Soviétiques viennent du nord avec les 44e, 47e et 53e Armées du Front Transcaucasien de l'Armée rouge sous le commandement du général Dmitri Timofeïevitch Kozlov. Des forces navales de la mer Caspienne et aériennes participent aussi à l'invasion.

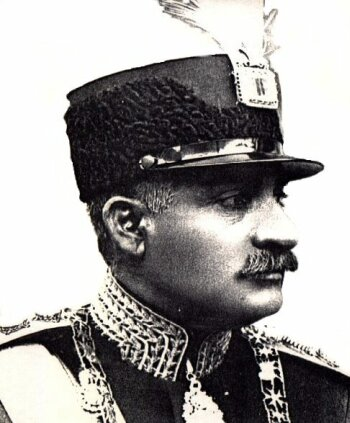
Reza Pahlavi.

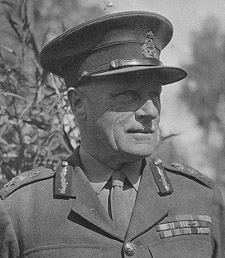
Edward Quinan.

L'armée iranienne de 125 000 hommes compte alors neuf divisions d'infanterie. Reza Shah appelle à l'aide le président américain Franklin Roosevelt selon les termes de la Charte de l'Atlantique :

« …sur la base des déclarations que votre Excellence a faites à plusieurs reprises concernant la nécessité de défendre les principes d'une justice internationale et le droit des peuples à la Liberté, je demande à votre Excellence de prendre des mesures humanitaires efficaces et urgentes pour mettre un terme à cet acte d'agression. Cet incident a lieu dans un pays neutre et pacifique qui n'a d'autre objectif que la sauvegarde de sa tranquillité et de ses réformes. »

— Une lettre du 25 août
Cet appel échoue à obtenir une réponse rapide du président américain pour sauver la neutralité du Shah, comme le montre la réponse tardive de Roosevelt :

« On voit que la question dans son intégralité ne repose pas seulement sur la question vitale à laquelle votre Majesté Impériale fait référence, mais aussi sur d'autres considérations de base soulevées par les ambitions de conquêtes mondiales d'Hitler. Il est certain que le mouvement de conquêtes de l'Allemagne se poursuivra et va s'étendre de l'Europe à l'Asie, à l'Afrique, et même aux Amériques, à moins d'être stoppé par la force militaire. Il est également certain que les pays qui veulent garder leur indépendance doivent s'engager dans un grand effort commun s'ils ne veulent pas être engloutis un par un, comme cela est arrivé à un grand nombre de pays en Europe. En reconnaissance de ces vérités, le Gouvernement et le peuple des États-Unis d'Amérique, comme on le sait, ne sont pas seulement en train de développer les défenses de ces pays avec toute la vitesse possible, mais ils sont aussi entrés dans un énorme programme extensif d'assistance matérielle aux pays qui sont activement engagés dans la résistance aux ambitions allemandes de domination du monde. »

Roosevelt rassure aussi le Shah en ajoutant « la déclaration faite au gouvernement iranien par les gouvernements britannique et soviétique, précisant qu'ils n'ont aucun dessein sur l'indépendance ou l'intégrité territoriale de l'Iran ». Cette déclaration n'empêchera pas les Soviétiques de mettre ultérieurement en place des États communistes séparatistes dans l'Azerbaïdjan iranien, ni les États-Unis et le Royaume-Uni d'aider le renversement du populaire et démocratiquement élu Premier ministre iranien Mohammad Mossadegh durant la crise d'Abadan en 1953.

Carte de l'Irak et de l'Ouest de l'Iran en 1941.

La campagne commence à l'aube du 25 août par une attaque du bateau britannique HMS Shoreham dans le port d'Abadan. Le sloop iranien Palang (« panthère » en persan) coule rapidement, et les bateaux restants se rendent ou sont capturés sans résistance tandis que les installations pétrolières d'Abadan sont investies par deux bataillons de la 8th Indian Division et de la 24th Indian Brigade faisant une traversée amphibie du Chatt-el-Arab à partir de Bassorah. Une petite force du croiseur auxiliaire HMAS Kanimbla débarque à Bandar-e-Shahpur pour prendre le contrôle du port et des installations pétrolières.
La Royal Air Force attaque les bases aériennes et les communications. La 8th Indian Division (la 18th Brigade plus la 25th Brigade sous le commandement de la 10th Indian Division) avance de Bassorah vers Qasr Shiekh (qui est prise le 25 août) et le 28 août atteint Ahvaz quand le Shah ordonne la reddition. Plus au nord, 8 bataillons britanniques et indiens sous le commandement du major-général William Slim avancent de Khanaqin (160 km au nord-est de Bagdad et 480 km de Bassorah) vers les gisements de pétrole de Naft-i-Shah, à travers la passe de Pai Tak, menant vers Kermanshah et Hamadan. Les positions du Pai Tak sont prises le 27 août quand les défenseurs se rendent dans la nuit, et l'assaut aérien est donné sur Kermanshah le 29 août, les défenseurs demandant une trêve pour négocier les termes de leur reddition.
Pour sa part l'URSS justifie son invasion par le 6e paragraphe du Traité entre Moscou et Téhéran de 1921 stipulant que l’« Union soviétique a le droit d’introduire ses troupes sur le territoire voisin en cas d’apparition d’une menace sur ses frontières méridionales ». L'armée rouge avance depuis le nord vers Maku, dont les défenses ont été affaiblies par des bombardements aériens. Il y a aussi des débarquements soviétiques à Bandar-e Pahlavi sur les côtes de la mer Caspienne. Par accident, un bateau soviétique essuie un « tir ami » qui sera attribué à l'Iran.

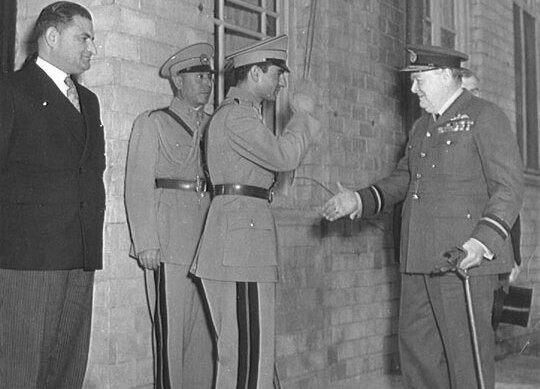
Le nouveau Shah d'Iran saluant Winston Churchill à l'occasion du de Churchill à la fin de la conférence Tripartite de Téhéran en novembre 1943. À gauche se trouve Ali Soheili, servant son deuxième mandat de Premier ministre d'Iran.

Sans aucune aide extérieure, la sporadique résistance iranienne est rapidement submergée et neutralisée par les chars et l'infanterie soviétique et britannique. Les forces britanniques et soviétiques se rencontrent à Senna (160 km à l'ouest d'Hamadan) et à Qazvin (160 km à l'ouest de Téhéran et 320 km au nord est d'Hamadan) le 30 et 31 août respectivement. L'Iran est défait, les champs pétroliers sont sauvegardés et le précieux chemin de fer trans-iranien est sous le contrôle des Alliés.
Manquant de transports et prenant acte de la passivité de la plupart des forces iraniennes, les Britanniques n'établissent aucune force d'occupation entre Hamadan et Ahvaz. Le nouveau premier ministre iranien Mohammad Ali Foroughi accepte d'expulser l'ambassadeur allemand et le personnel de son ambassade ainsi que les représentations allemande, italienne, hongroise et roumaine, tandis que les ressortissants des pays de l'Axe doivent être remis entre les mains des autorités soviétiques et britanniques, bien que ce point soit contraire à toutes les conventions internationales. La non-réalisation de cette dernière condition (qui donna à un certain nombre de personnes le temps de fuir) déclenche l'entrée des troupes soviétiques et britanniques dans Téhéran le 17 septembre, le lendemain de l'arrestation de Reza Shah et de son envoi en exil à l'île Maurice dans un premier temps et ensuite en Afrique du Sud. Son fils Mohammad Reza Pahlavi le remplace sur le trône.
Les forces soviétiques et britanniques quittent Téhéran le 17 octobre, après que les Allemands ont bien compris qu'effectivement l'Iran s'était rangé du côté des Alliés pour le reste de la guerre.

## Conclusion
Les pertes dans les opérations navales sont de deux navires de guerre iraniens coulés et quatre autres mis hors d'usage par la Royal Navy. Six avions de chasse iraniens sont abattus. Environ 800 soldats, marins et pilotes iraniens sont tués, dont l'amiral de la flotte iranienne Gholamali Bayandor. Environ 200 civils meurent dans les raids aériens soviétiques sur le Guilan. Les pertes britanniques et indiennes s'élèvent à 22 morts et 42 blessés. On ne connaît pas les pertes de l'armée rouge.

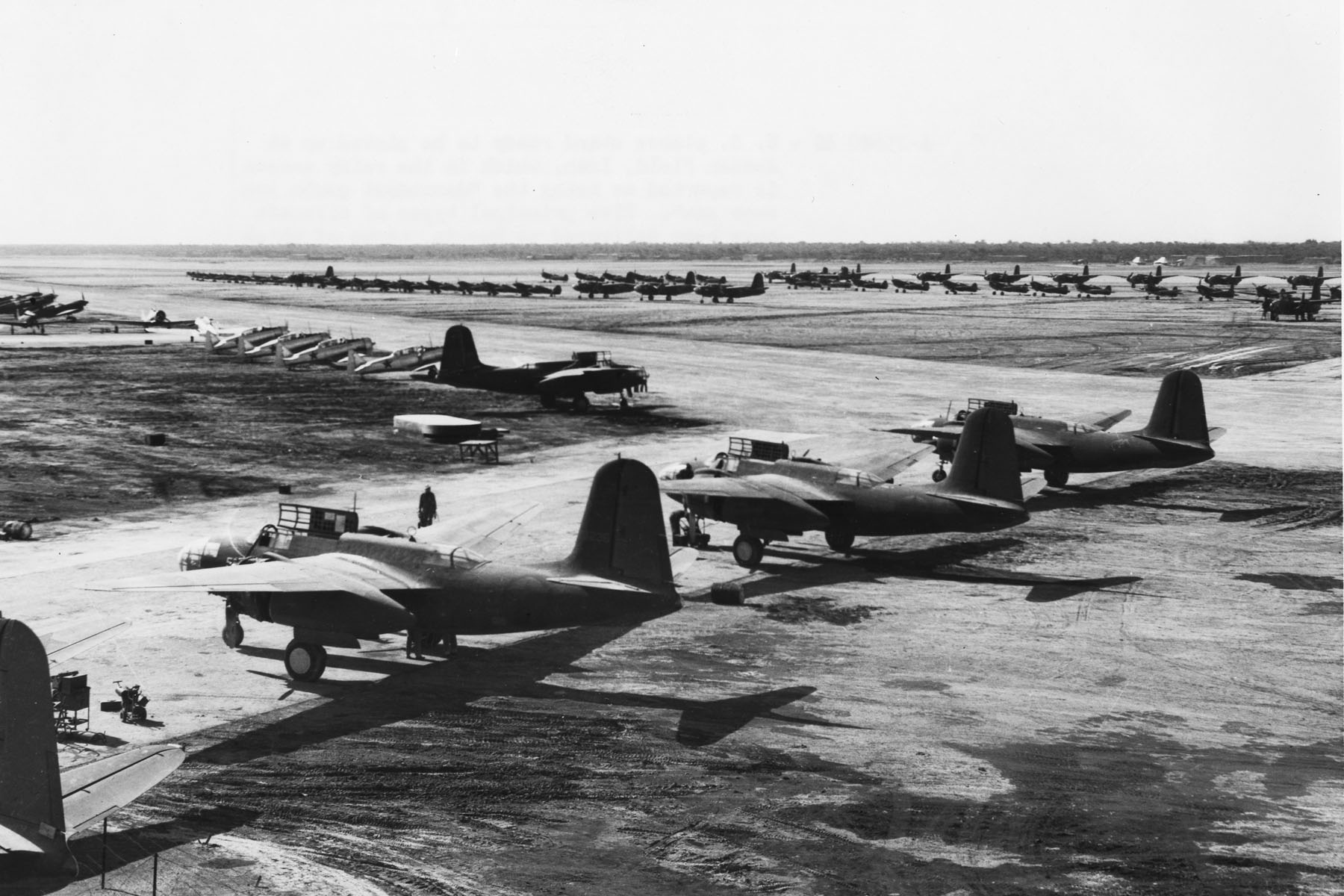
Avion du programme américain Lend-Lease prêt à décoller de l'aérodrome d'Abadan vers l'URSS. 5 types d'avions seront livrés à l'URSS (dont 3 visibles sur l'image) : 20 % sont des P-40, 25 % des P-39, 49 % des A-20, 5 % des B-25 et 1 % des AT-6.

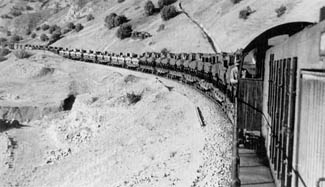
Un train de ravitaillement transportant du carburant et du matériel pour l'Armée rouge.

Grâce à cette occupation, le corridor perse est maintenu ouvert et permet de fournir un flot massif de matériel (plus de 5 millions de tonnes de matériel militaire) à l'URSS, qui, de son côté, fournit du pétrole de Bakou aux forces britanniques au Moyen-Orient. Lors du renversement de Reza Shah, les Britanniques avaient songé à réhabiliter la dynastie Kadjar, représentée par le mirza (prince) Soltan Hamid, fils de l'ancien régent Mohammad Hassan Mirza et neveu d'Ahmad Shah Qajar. Mais ce prétendant, certes totalement inféodé aux Anglais, ne parlait pas le persan et connaissait bien mieux Londres et la Riviera italienne que sa terre natale, quittée à l'âge de quatre ans. Ce fut donc Mohammad Reza Pahlavi, fils de Reza Shah, qui succéda à son père le 16 septembre 1941. Le jeune homme, inexpérimenté, se trouve propulsé sur le trône du Paon à l'aube de ses vingt-deux ans ; il commence son règne avec un pouvoir purement nominal et protocolaire, sous l'étroit contrôle des Britanniques.
Le nouveau shah signe un traité d'alliance avec les Britanniques et les Soviétiques en janvier 1942, selon lequel l'Iran « fournit une assistance non militaire à l'effort de guerre allié ». L'article cinq de ce traité engage les Alliés à quitter l'Iran « pas plus de six mois après la cessation des hostilités ». En septembre 1943, l'Iran déclare la guerre à l'Allemagne nazie, ce qui permettra au pays d'être membre des futures Nations unies. À la conférence de Téhéran en novembre de cette année, le président Franklin D. Roosevelt, le Premier ministre Winston Churchill, et le secrétaire général Joseph Staline réaffirment leurs engagements concernant l'indépendance de l'Iran et son intégrité territoriale et affichent leurs bonnes volontés en étendant l'assistance économique à l'Iran.
Après la fin de la guerre, les Britanniques se retirent mais les troupes soviétiques stationnent au nord-ouest de l'Iran, refusant non seulement de se retirer mais soutenant aussi la création d'états communistes séparatistes fantoches dans l'Azerbaïdjan iranien à la fin 1945 : le gouvernement populaire d'Azerbaïdjan et la République de Mahabad. Cela déclenche la crise irano-soviétique, les troupes soviétiques ne se retirant d'Iran qu'en mai 1946, après avoir reçu une promesse de concession pétrolière. Sans troupes soviétiques pour les protéger, les républiques soviétiques du nord s'effondrent et les concessions pétrolières sont révoquées, tandis que l'influence occidentale s'intensifie alors que la guerre froide débute. C'est dans ce contexte qu'a été écrit l'hymne iranien Ey Iran en 1946.

## Demande d'indemnisation

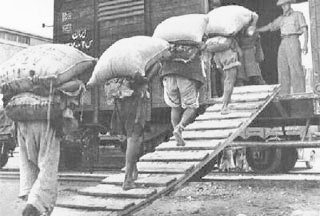
Les travailleurs iraniens sont forcés par les troupes d'occupation de charger les trains réquisitionnés.

En 2009, le président iranien Mahmoud Ahmadinejad affirma que son pays a été pillé durant cette invasion et qu'il n'aura de cesse d'obtenir une indemnisation totale. Il déclara : « Nous réclamerons des compensations pour les dommages de la Seconde Guerre mondiale qu'a subis notre pays. J'ai désigné une équipe pour le calcul des coûts, j'écrirai une lettre au secrétaire général de l'ONU Ban Ki-moon demandant que l'Iran soit dédommagé. Pendant cette période la population iranienne a subi une lourde pression et le pays de lourds dégâts mais l'Iran n'a jamais reçu aucune compensation à ce jour »,,.